# Cynoglossus trulla
 Cynoglossus trulla és un peix teleosti de la família dels cinoglòssids i de l'ordre dels pleuronectiformes que es troba a les costes de la Mar de la Xina Meridional, Malàisia, Indonèsia i Tailàndia.